# Hemipsocus pretiosus
Hemipsocus pretiosus är en insektsart som beskrevs av Banks 1930. Hemipsocus pretiosus ingår i släktet Hemipsocus och familjen Hemipsocidae. Inga underarter finns listade i Catalogue of Life.